# Littoral autrichien
1849–1918
Entités précédentes :
- Royaume d'Illyrie

Entités suivantes :
- Royaume d'Italie (Vénétie julienne)

La dénomination Littoral autrichien (en allemand : Österreichisches Küstenland, en hongrois : Osztrák tengermellék, en italien : Litorale austriaco, en slovène : Avstrijsko primorje, en croate : Austrijsko primorje et en tchèque : Rakouské přímoří) peut se référer :
- au sens large, géographique, aux côtes de l'empire d'Autriche puis de l'Autriche-Hongrie jusqu'en 1918 (allemand : Österreich-Ungarisches Küstenland, hongrois : Osztrák-magyar tengermellék) bordant la mer Adriatique sur 6 155 km (avec les 1 087 îles et îlots dalmates[2]) entre la Bocca d'Anfora (embouchure d'Anfora, dans la lagune de Marano) au nord-ouest, et Spitz (pointe extrême de la Dalmatie) au sud-est. Ce littoral était alors partagé entre l'Autriche (5 984 km répartis entre les côtes triestines, istriennes et dalmates), la Croatie hongroise (152 km) et la Bosnie-Herzégovine (19 km). Depuis la fin du XXe siècle ce littoral est réparti entre l'Italie avec 109 km, la Slovénie avec 52 km, la Croatie avec 5 836 km et la totalité des îles, la Bosnie-Herzégovine avec 19 km et le Monténégro avec 141 km ;
- au sens restreint, historique, à une terre de la Couronne de l'empire d'Autriche, le Küstenland, partie du royaume d'Illyrie jusqu'en 1849, constituant, de 1867 à 1918, l'un des royaumes et pays représentés à la Diète d'Empire de l'Autriche-Hongrie jusqu'à sa dislocation en 1918, officialisée par le traité de Saint-Germain-en-Laye (1919) : cette terre de la Couronne bordait l'Adriatique sur 564 km.

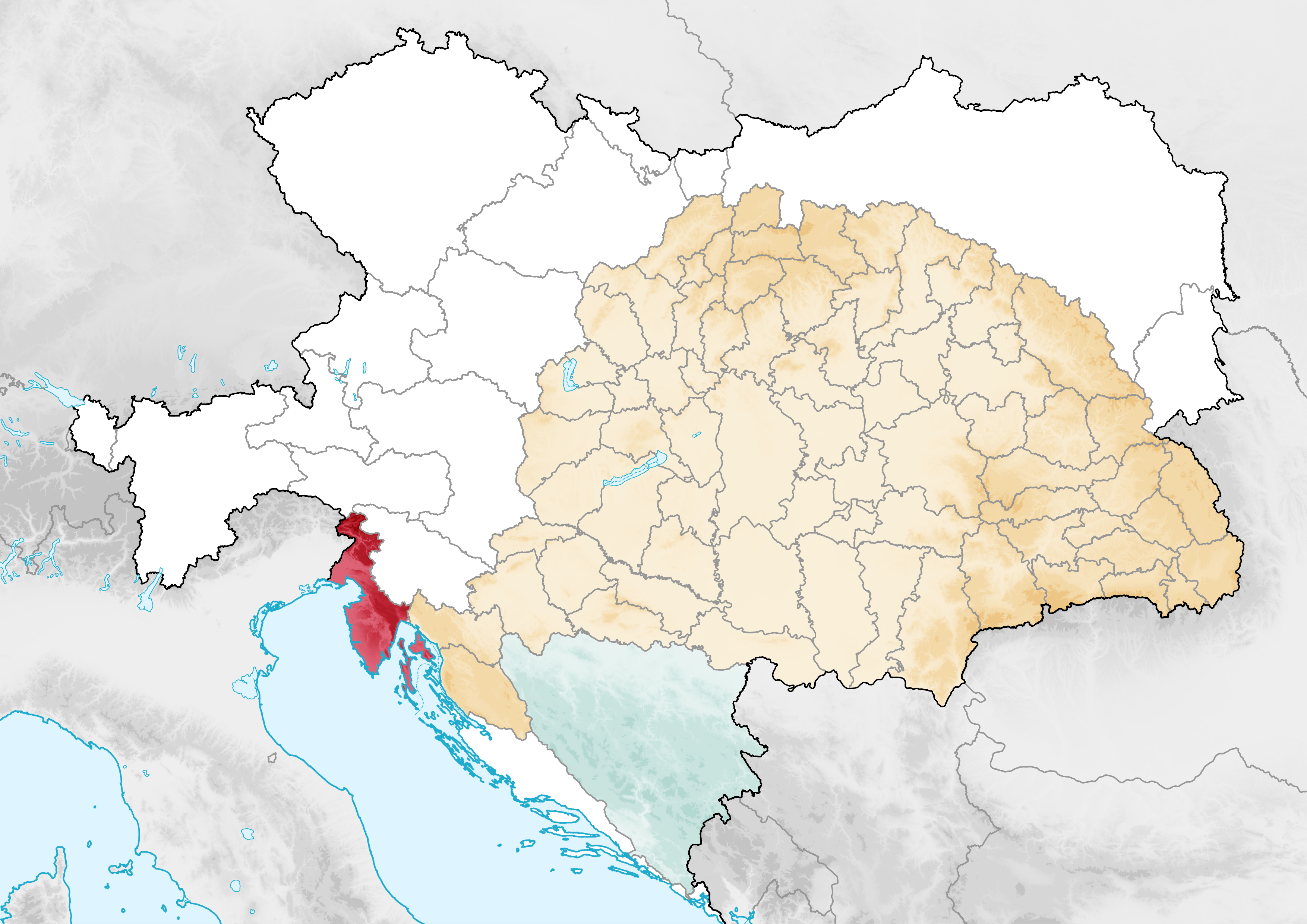
La position du Küstenland de l'Autriche (rouge) au sein de l'Autriche-Hongrie (1867-1918).

Du point de vue administratif, la terre de la Couronne dont la capitale était Trieste, n'incluait pas la Dalmatie, également représentée à la Diète d'Empire mais séparément, et dont la capitale était Zadar. La terre de la Couronne comprenait trois entités :
1. au nord, le comté princier de Gorizia et Gradisca (en allemand : Gefürstete Grafschaft Görz und Gradisca), terre essentiellement alpine centrée sur la vallée de l'Isonz ;
2. au milieu, Trieste, ville dépendant directement de l'État (en allemand : Reichsunmittelbare Stadt Triest) ;
3. au sud, le margraviat d'Istrie (en allemand : Markgrafschaft Istrien), plateau calcaire et karstique ouvert sur la mer, avec les îles de Brion, Veglia, Kress, Lötzing, Unio et Sansego (toutes les autres îles autrichiennes étant rattachées à la Dalmatie).

Chacune de ces trois entités disposait d'une administration indépendante mais elles étaient tributaires d'un même gouverneur impérial (Landeshauptmann und Statthalter), basé dans la capitale Trieste. La province, divisée en 11 circonscriptions (en allemand : Bezirkshauptmannschaften) avait une importance stratégique pour l'Empire car Trieste en était le principal port commercial et Pola le principal arsenal de la marine austro-hongroise. C'était par ailleurs une destination touristique connue sous le nom de Riviera autrichienne, avec des stations balnéaires mondaines comme Abbazia, Brioni, Duino-Aurisina, Grado, Pirano, Portorose et Volosca (en). La famille impériale austro-hongroise elle-même séjournait régulièrement au château de Miramare.

## Histoire

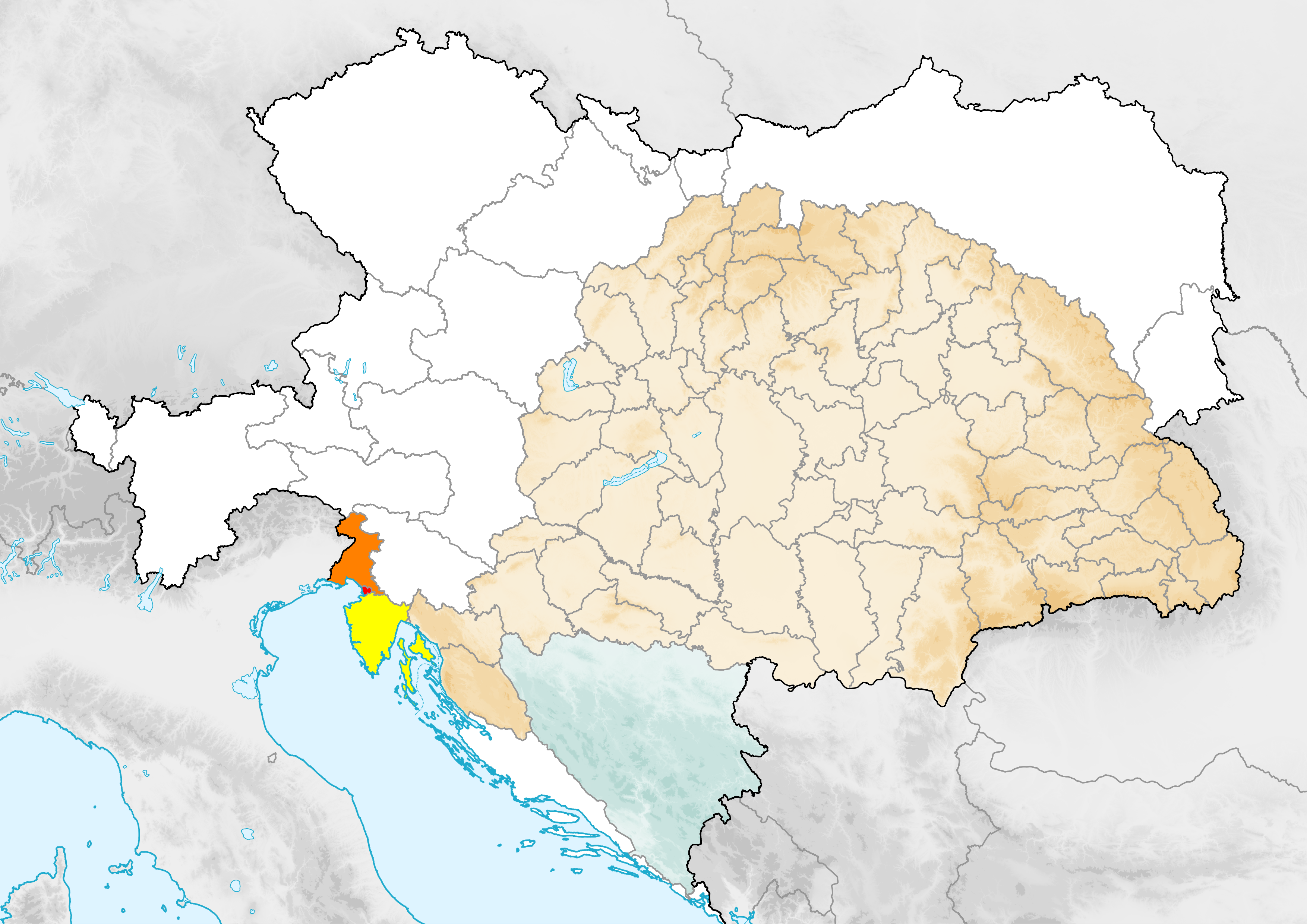
Les trois composantes du Küstenland :
Comté de Gorizia et Gradisca
Ville immédiate de Trieste
Margraviat d'Istrie.

Vers la fin du VIIIe siècle, le Duché de Frioul avec la péninsule d'Istrie est conquis par les Francs conduits par Pépin (Carloman), un fils de Charlemagne. Ainsi, la région fit partie du royaume carolingien d'Italie. Au Xe siècle elle se trouve aux confins orientaux de la marche de Vérone, dans le Saint-Empire romain germanique. Vers l'an 1040, sous le règne des empereurs d'Occident Henri III et d'Orient Michel IV, la péninsule d'Istrie est divisée entre eux : la partie sud-ouest, à majorité italienne, fait partie de l'Italie byzantine, plus précisément de la Venise maritime, tandis que la moitié nord-est, à majorité slovène et croate, est élevée à la marche d'Istrie au sein du Saint-Empire romain germanique.  
Au XIIe siècle, le port de Trieste est un important carrefour commercial. Après deux siècles de rivalité avec la république de Venise (qui l'occupe de 1369 à 1372), Trieste échoit en 1382 à Léopold III de Habsbourg, duc d'Autriche. La maison de Habsbourg obtint également la souveraineté sur le port de Fiume-Rijeka en 1474, après la bataille remportée par le chevalier hongrois András Both de Bajna. La plupart des côtes et la moitié sud-est de l'Istrie que possédait le patriarcat d'Aquilée passent à Venise (de 1420 à 1797) tandis que la moitié nord-ouest et l'intérieur des terres appartiennent aux Habsbourg. La suprématie de Venise sur la mer Adriatique et l'extension de l'Empire ottoman ne permirent pas aux Habsbourg de tirer de gros revenus de ces ports qui restèrent secondaires jusqu'au XVIIIe siècle. Toutefois l'empereur germanique Charles VI accrut le pouvoir maritime des Habsbourg en signant une paix avec l'empire ottoman et en déclarant le transport maritime libre et gratuit sur l'Adriatique. En 1719, Trieste et Fiume devinrent des ports francs. En 1730, l'administration de tout le littoral autrichien fut placée sous l'« Intendance de Trieste ».

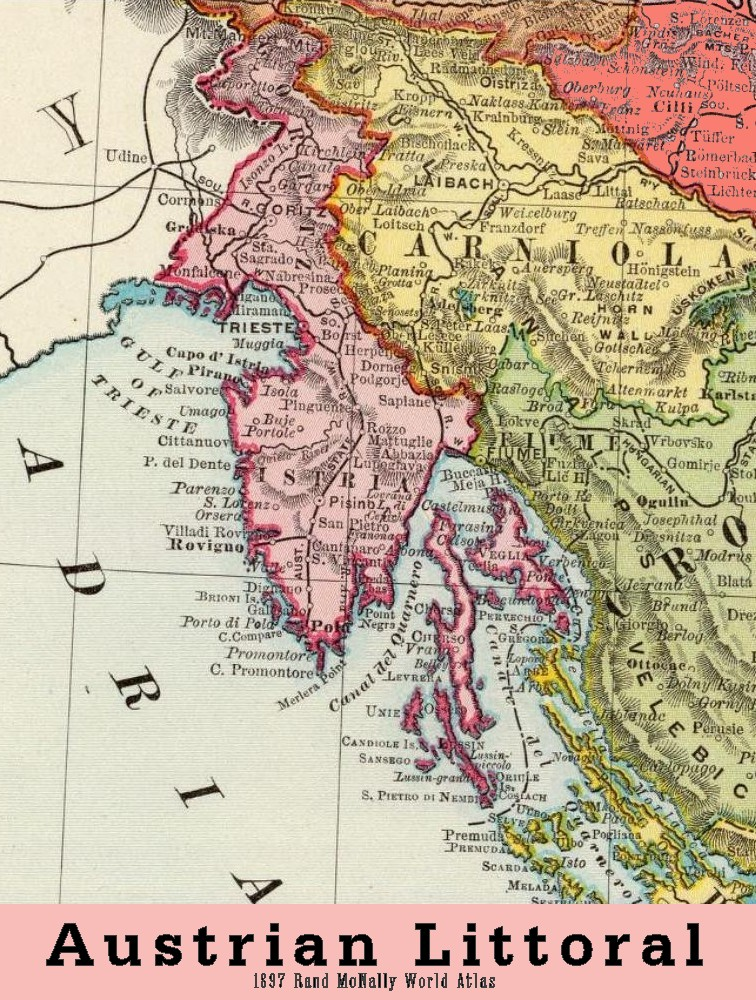
Le littoral autrichien en 1897.

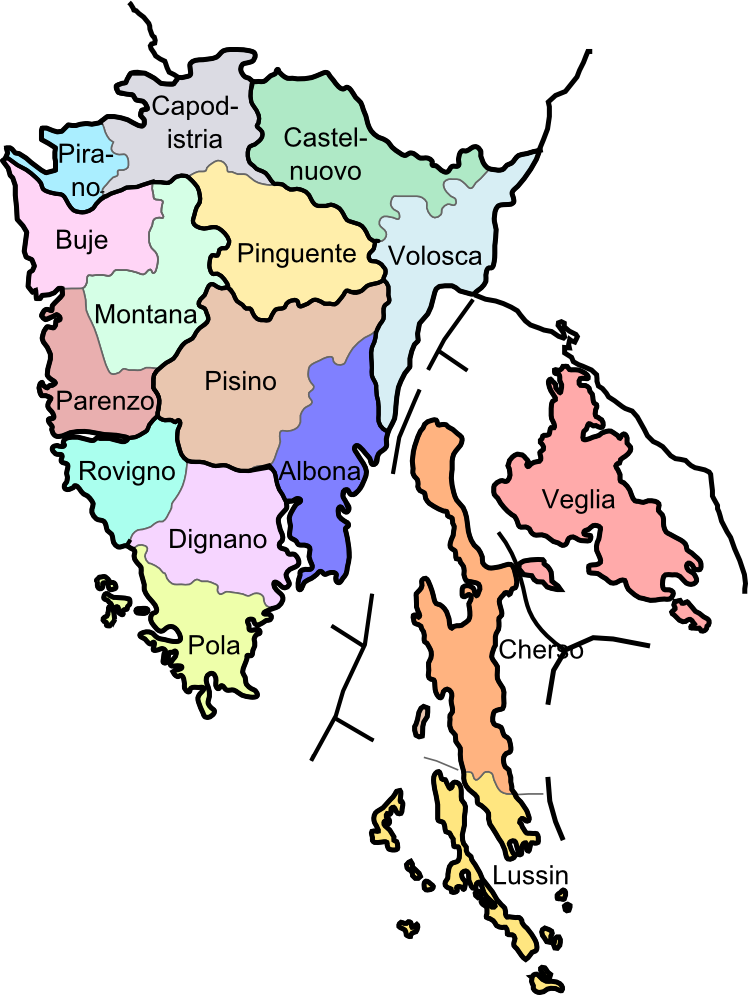
Les arrondissements de l'Istrie en 1914.

En 1775, Joseph II d'Autriche sépara administrativement les deux ports. Trieste devint le port de la couronne autrichienne tandis que Fiume passa sous la tutelle hongroise. Peu après, Trieste fusionna avec le comté de Görz et Gradiska. Durant les Guerres napoléoniennes, les Habsbourg gagnèrent les terres vénitiennes de la péninsule d'Istrie et le golfe Quarner lors du traité de Campo-Formio en 1797.
Très vite, ces terres furent perdues au profit du Premier Empire français et du royaume d'Italie lors du traité de Presbourg en 1805. En 1809, le traité de Schönbrunn fit passer la zone dans les provinces illyriennes directement gérées par la France. Après la défaite de Napoléon Ier, l'empire autrichien reprit la tutelle de la région et en 1813 : tout le littoral englobant Trieste, Görz et Gradiska, l'Istrie, les îles du golfe Quarner, Fiume et Karlstadt ne fit qu’un seul Land autrichien : le Küstenland (« pays des côtes »). Dès 1816, le Küstenland fait partie du royaume d'Illyrie qui lui-même faisait partie de l'empire d'Autriche.
Le royaume d'Illyrie était découpé en deux provinces : celle de Trieste sur la côte (Küstenland) et celle de Laibach dans l'intérieur (Carniole). Le Küstenland comptait quatre districts : Görz, Trieste, Istrie occidentale et Istrie orientale, la cité de Trieste formant une ville libre impériale. En 1822, Fiume et ses environs furent cédés à la Hongrie et en 1849 à la Croatie, au sein desquelles la cité devînt une ville libre royale, tandis que les alentours formèrent le comitat de Modrus-Fiume (actuelle partie continentale du comitat de Primorje-Gorski Kotar). Vers 1825, le Küstenland fut réorganisé en deux entités : au nord la région de Görz-Trieste et au sud l'Istrie avec sa capitale Mitterburg.

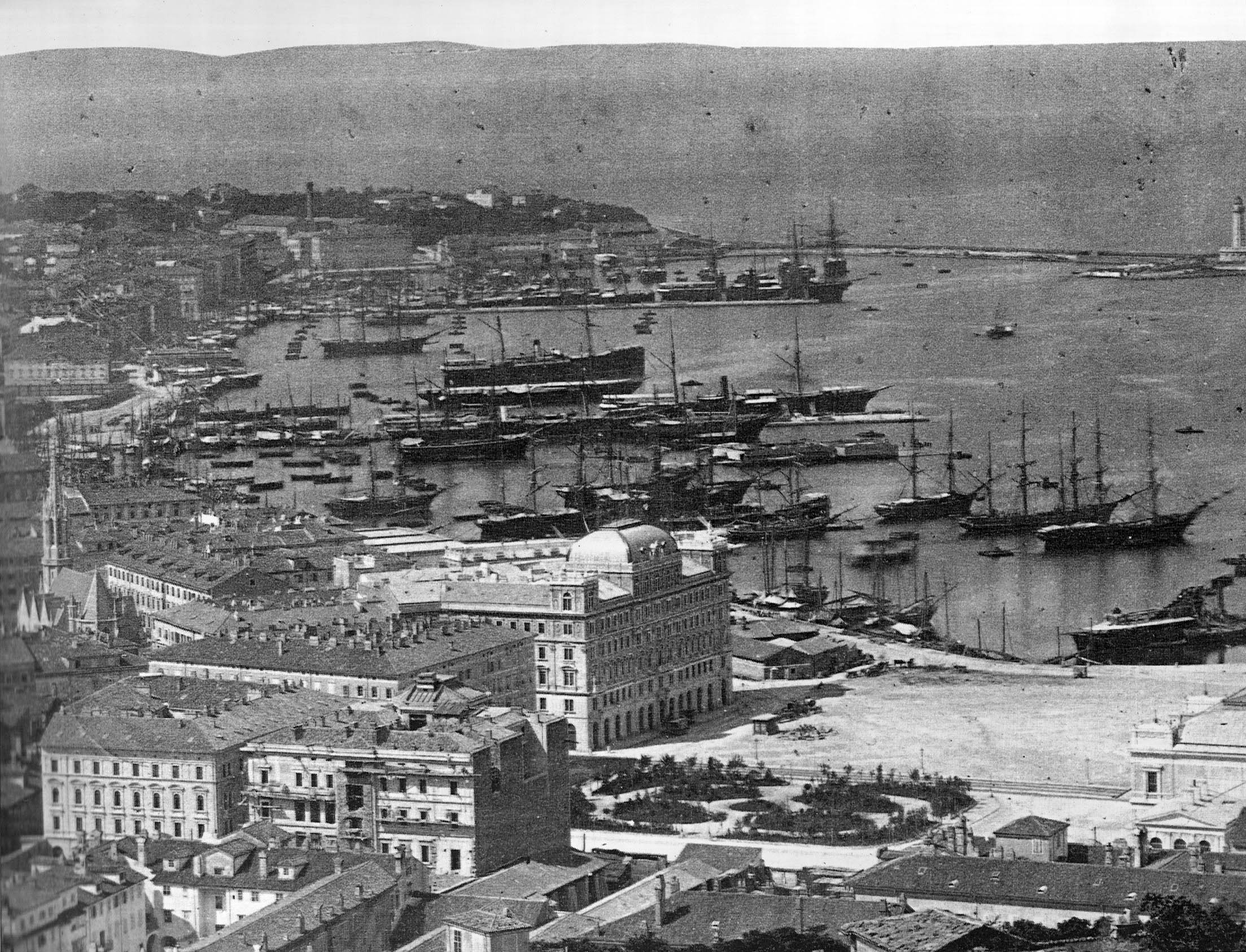
Trieste, principal port austro-hongrois, en 1885.

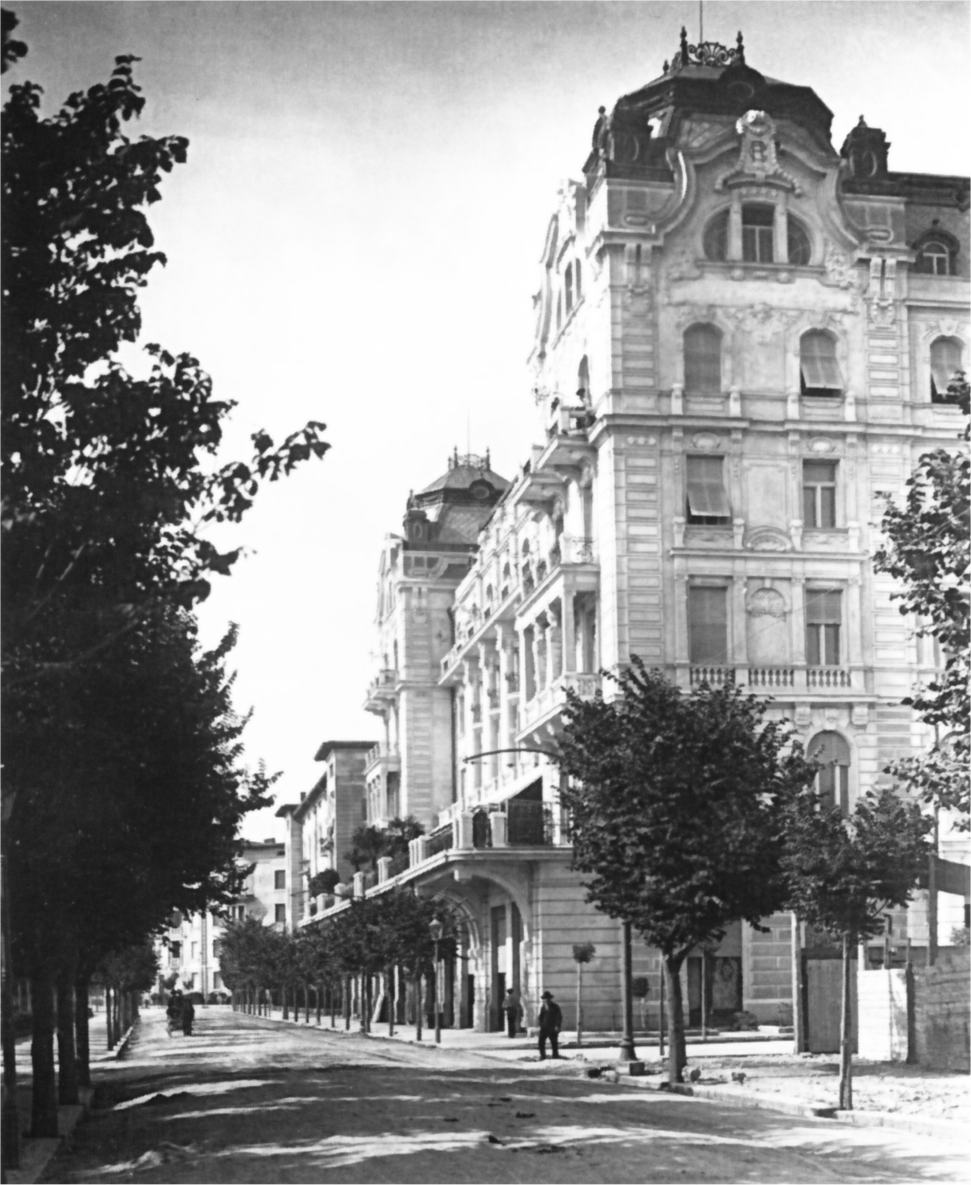
L'hôtel Riviera à Pula, vers l'an 1910.

En 1849, le Royaume d'Illyrie fut dissous et le Küstenland devint un territoire de la couronne (Kronland) géré par un gouverneur basé à Trieste (Landeshauptmann und Statthalter). Ce Kronland était composé du comté princier (Gefürstete Grafschaft) de Görz-und-Gradiska, de la ville de Trieste et de la Marche d'Istrie.
Après la dislocation de l'empire austro-hongrois à la fin de la Première Guerre mondiale, l'ex-Küstenland devint italien en tant que Vénétie julienne (Venezia Giulia) et les noms de lieux prirent des formes italiennes : Carso, Gorizia, Gradisca, Trieste, Pisino, Quarnerolo, îles de Veglia et de Cherso. Après la capitulation de l'Italie en septembre 1943, la zone fut mise sous la tutelle allemande et nommée « Littoral adriatique » (Adriatisches Küstenland) : les noms reprirent des formes allemandes. Après la Seconde Guerre mondiale, la plus grande partie du littoral fut annexé par la république fédérative socialiste de Yougoslavie, à l'exception d'une petite région englobant Trieste et la moitié sud de Gorizia qui restèrent italiennes et accueillirent les réfugiés italophones de Dalmatie et d'Istrie, rescapés des tueries du nouveau régime yougoslave. Depuis lors les noms ont des formes slaves : Karst, Nova-Gorica, Gradiska, Pazin, Kvarner, îles de Krk et de Cres, la région étant répartie entre la Slovénie et la Croatie. En Slovénie, il existe toujours une région culturelle dénommée Primorska (« Littoral slovène »).

## Démographie
En 1910, la région abritait 894 287 habitants pour une superficie de 7 969 km2. Les langues des populations de la région étaient l'allemand (surtout dans les villes), l'italien (sur la côte), le croate et le slovène (langues slaves méridionales, dans l'intérieur), avec des minorités frioulanes (langue romane alpine), istriennes (langue romane orientale) et istriotes (langue romane italique).
Superficie:
- Gorizia et Gradisca: 2 918 km2
- Istrie: 4 956 km2
- Trieste: 95 km2

Population (Recensement de 1910):
- Gorizia et Gradisca: 260 721 – 89,3 hab/km2
- Istrie: 403 566 – 81,4 hab/km2
- Trieste: 230 000 – 2 414,8 hab/km2

### Communautés linguistiques
Totaux:
- Italiens : 356 676 (dont 60 000 à 75 000 Frioulans) (40 %)
- Slovènes : 276 398 (31 %)
- Croates : 172 784 (19 %)
- Autres: 88 424 (10 %)

Gorizia et Gradisca:
- Slovenes : 154 564 (58 %)
- Italiens : 90 119 (36 %)
- Allemands: 4 486 (2 %)

Istrie:
- Croates: 168 184 (43,5 %)
- Italiens: 147 417 (38,1 %)
- Slovènes: 55 134 (14,3 %)
- Allemands: 12 735 (3,3 %)

## Districts
Gorizia et Gradisca:
- Cité de Gorizia (Stadt Görz)
- Gorizia (Görz Land)
- Gradisca
- Monfalcone
- Sežana (Sesana)
- Tolmin (Tolmein, Tolmino)

Istrie:
- Koper (Capodistria)
- Lošinj (Lussin)
- Pazin (Mitterburg, Pisino)
- Poreč (Parenzo)
- Pula (Pola)
- Krk (Veglia)
- Volosko (Volosca)
- Cité de Rovinj (Rovigno)

Cité de Trieste

## Liste des chefs de l'exécutif  (Statthalter)
- 1849-1850 Johann von Grimschitz
- 1850-1854 Franz von Wimpffen
- 1854-1859 Karl von Mertens
- 1859-1862 Friedrich Moritz von Burger
- 1863-1867 Ernst von Kellersperg
- 1867-1868 Eduard von Bach
- 1868-1871 Karl Moering
- 1871-1872 Sisinio von Pretis-Cagnodo
- 1872-1874 Alois von Ceschi
- 1874-1879 Felix Pino von Friedenthal
- 1879-1890 Sisinio von Pretis-Cagnodo
- 1890-1897 Teodoro von Rinaldini
- 1897-1904 Leopold von Goëss
- 1904-1906 Konrad Maria Eusebius zu Hohenlohe-Waldenburg-Schillingsfürst
- 1906-1915 Konrad Maria Eusebius zu Hohenlohe-Waldenburg-Schillingsfürst
- 1915-1918 Alfred von Fries-Skene